# Grasleitenhütte
Die Grasleitenhütte (italienisch Rifugio Bergamo al Principe) ist eine Schutzhütte im Naturpark Schlern-Rosengarten in den Dolomiten (Italien).

## Lage und Umgebung
Die Grasleitenhütte befindet sich auf 2165 m Höhe auf dem Gebiet der Gemeinde Tiers. Sie liegt im Grasleitental in der Rosengartengruppe. Volksmündig bezeichnet man die umliegenden grüne Hänge als Grasleiten.
Die Hütte dient als Stützpunkt für Wanderungen und Klettereien in den umliegenden Bergen. Geht man weiter talaufwärts erreicht man den Grasleitenkessel: Von hier gelangt man Richtung Süden zum Grasleitenpass mit der Grasleitenpasshütte, nach Norden über den Molignon-Pass zur Tierser-Alpl-Hütte und weiter über die Rosszahnscharte zur Seiser Alm. Verlässt man das Tal Richtung Westen, gelangt man zum Bärenloch: Von hier führt ein Weg nach Südwesten durch das Tschamintal nach St. Zyprian, ein anderer nach Nordwesten auf den Schlern.

## Geschichte

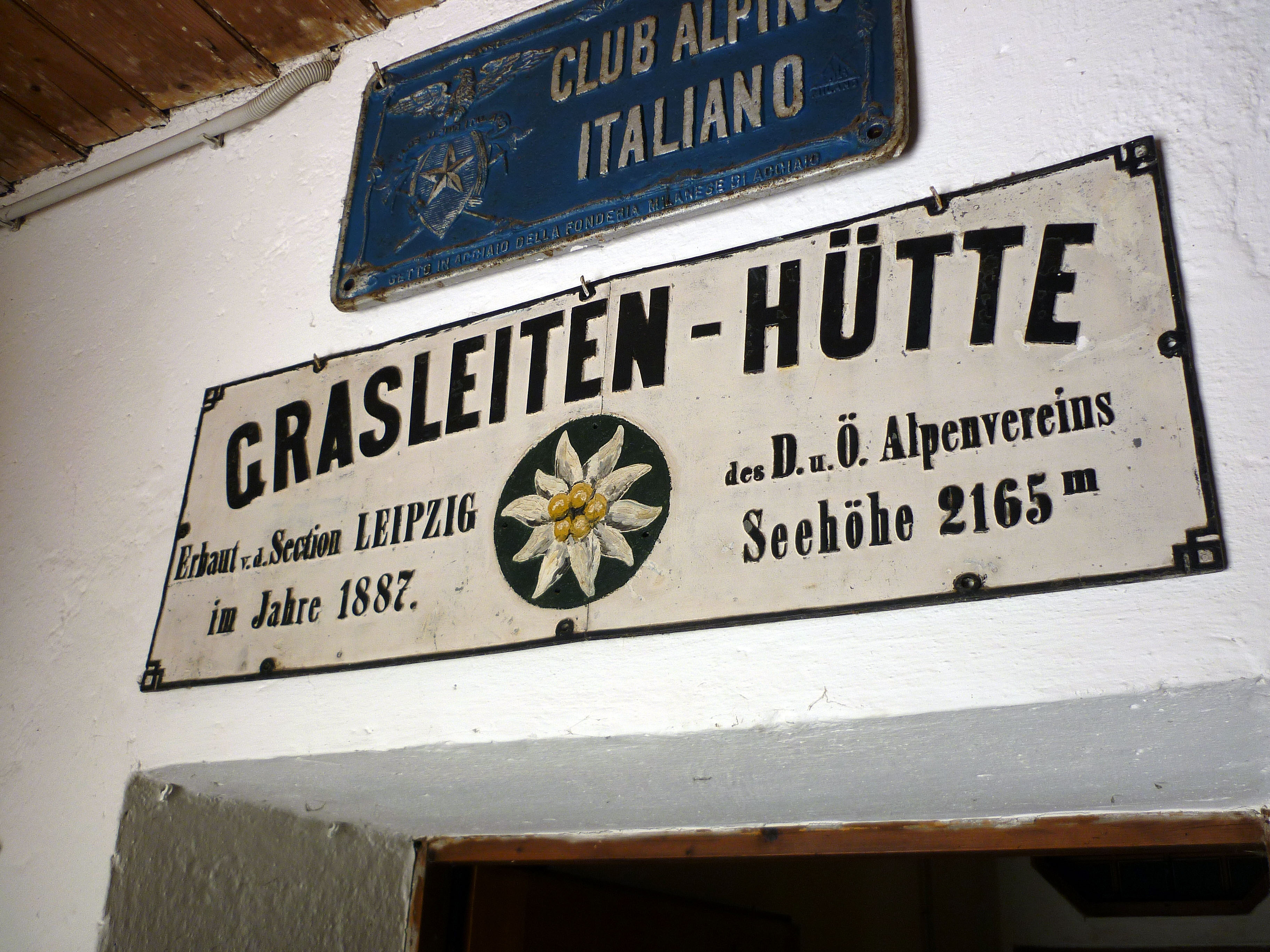
Hinweistafel im Eingang der Hütte.

Die Hütte wurde 1887 von der Sektion Leipzig des Deutschen und Oesterreichischen Alpenvereins (DuOeAV) erbaut. Durch den besonderen Einsatz von Johann Santner wurde der auf dem Gemeindegebiet von Tiers gelegene  Bauplatz kostenlos zur Verfügung gestellt und Bauholz zu einem günstigen Preis abgegeben. Am 9. September 1887 konnte die kleine  Hütte feierlich übergeben werden. Sie besaß 24 Schlafplätze und erwies bald als zu klein. 1897 wurde die seit 1890 bewirtschaftete Grasleitenhütte erstmals erweitert. 1909 besaß sie nach einer erneuten Vergrößerung bereits 17 Zimmer mit 58 Schlafplätzen. Ein Jahr später wurde der Bau um weitere drei Zimmer erweitert. 1911 wurde eine Telefonverbindung mit Tiers eingerichtet.
Nach Ende des Ersten Weltkrieges wurde sie, wie alle übrigen Schutzhütten in Südtirol gemäß den Waffenstillstandsbedingungen von Villa Giusti vom Königlichen Italienischen Heer in Beschlag genommen.
Mit dem Verbot des DuOeAV 1921 im Königreich Italien wurde die Grasleitenhütte enteignet und der Sektion
Bergamo des Club Alpino Italiano (CAI) übergeben.
Zusammen mit 24 weiteren vom Staat enteigneten Schutzhütten ging die Grasleitenhütte 1999 in das Eigentum der Autonomen Provinz Bozen – Südtirol über; mit Jahresende 2010 lief die Konzession zu deren Führung durch den CAI aus. Seit 2015 wird das Land Südtirol bei der Verwaltung der Hütte (Vergabe an Pächter, Überwachung der Führung, Sanierungsmaßnahmen) durch eine paritätische Kommission unterstützt, in der neben der öffentlichen Hand auch der AVS und der CAI vertreten sind.